# Monacos Grand Prix 1992
Monacos Grand Prix 1992 var det sjätte av 16 lopp ingående i formel 1-VM 1992.

## Resultat
1. Ayrton Senna, McLaren-Honda, 10 poäng
2. Nigel Mansell, Williams-Renault, 6
3. Riccardo Patrese, Williams-Renault, 4
4. Michael Schumacher, Benetton-Ford, 3
5. Martin Brundle, Benetton-Ford, 2
6. Bertrand Gachot, Larrousse-Lamborghini, 1
7. Michele Alboreto, Footwork-Mugen Honda
8. Christian Fittipaldi, Minardi-Lamborghini
9. JJ Lehto, BMS Scuderia Italia (Dallara-Ferrari)
10. Erik Comas, Ligier-Renault
11. Aguri Suzuki, Footwork-Mugen Honda
12. Thierry Boutsen, Ligier-Renault

### Förare som bröt loppet
- Ivan Capelli, Ferrari (varv 60, snurrade av)
- Gerhard Berger, McLaren-Honda (32, växellåda)
- Mika Häkkinen, Lotus-Ford (30, växellåda)
- Jean Alesi, Ferrari (28, växellåda)
- Mauricio Gugelmin, Jordan-Yamaha (18, växellåda)
- Johnny Herbert, Lotus-Ford (17, snurrade av)
- Roberto Moreno, Andrea Moda-Judd (11, motor)
- Andrea de Cesaris, Tyrrell-Ilmor (9, växellåda)
- Gabriele Tarquini, Fondmetal-Ford (9, motor)
- Stefano Modena, Jordan-Yamaha (6, snurrade av)
- Olivier Grouillard, Tyrrell-Ilmor (4, transmission)
- Karl Wendlinger, March-Ilmor (1, växellåda)
- Gianni Morbidelli, Minardi-Lamborghini (1, växellåda)
- Pierluigi Martini, BMS Scuderia Italia (Dallara-Ferrari) (0, snurrade av)

### Förare som ej kvalificerade sig
- Eric van de Poele, Brabham-Judd
- Damon Hill, Brabham-Judd
- Andrea Chiesa, Fondmetal-Ford
- Paul Belmondo, March-Ilmor

### Förare som ej förkvalificerade sig
- Ukyo Katayama, Larrousse-Lamborghini
- Perry McCarthy, Andrea Moda-Judd

## VM-ställning
| Förarmästerskapet 1. Nigel Mansell, Williams-Renault, 56 2. Riccardo Patrese, Williams-Renault, 28 3. Michael Schumacher, Benetton-Ford, 20 | Konstruktörsmästerskapet 1. Williams-Renault, 84 2. McLaren-Honda, 26 3. Benetton-Ford, 25 |